# Choi Sut Ian
Choi Sut Ian (* 28. Januar 1990) ist eine chinesische Wasserspringerin, die für Macau startet und im Kunstspringen vom 1-m- und 3-m-Brett und im 3-m-Synchronspringen antritt.
Choi bestritt ihre ersten internationalen Titelkämpfe im Jahr 2006. Zunächst startete sie bei der Juniorenweltmeisterschaft in Kuala Lumpur und belegte vom 3-m-Brett Rang zehn. Bei den Asienspielen in Doha erreichte sie vom 3-m-Brett Rang neun und mit ihrer Schwester Choi Sut Kuan im 3-m-Synchronspringen Rang sechs. Erfolgreich verlief auch ein Wettbewerb im Rahmen des FINA-Diving-Grand Prix in Sydney, bei dem Choi mit ihrer Schwester im Synchronspringen Dritte wurde. Im folgenden Jahr nahm sie in Melbourne erstmals an der Weltmeisterschaft teil, schied vom 1-m-Brett und im 3-m-Synchronspringen aber jeweils nach dem Vorkampf aus. Auch bei der Weltmeisterschaft 2009 in Rom konnte Choi in drei Wettbewerben die Vorkämpfe nicht überstehen. Sie gewann dafür mit Lo I Teng bei den Ostasienspielen in Hongkong im 3-m-Synchronspringen die Silbermedaille. Erfolgreich war Choi auch bei den Asienspielen 2010 in Guangzhou. Im 3-m-Synchronspringen belegte sie mit Lo Rang vier, im Einzel wurde sie vom 1-m-Brett Fünfte und gewann vom 3-m-Brett die Bronzemedaille. Es war die erste Medaille, die ein Athlet aus Macau im Wasserspringen gewinnen konnte. Bei der Weltmeisterschaft 2011 in Shanghai erreichte Choi im 3-m-Synchronwettbewerb mit Lo erstmals ein WM-Finale und belegte Rang zwölf.